# František Douda
František Douda (ur. 23 października 1908 w Planie nad Lužnicí, zm. 15 stycznia 1990 w Pradze) – czeski lekkoatleta, kulomiot.

## Sukcesy
- brązowy medal Igrzysk olimpijskich (Los Angeles 1932)
- brąz podczas Mistrzostw Europy w Lekkoatletyce (Turyn 1934)

W latach 1932–1934 Douda był rekordzistą świata w pchnięciu kulą, rekord odebrał mu dopiero Amerykanin John Lyman, wynik Doudy był rekordem Czech aż do 1951.